# Nacida para amar
Chansons représentant l'Espagne au Concours Eurovision de la chanson
La chica que yo quiero (Made in Spain)
(1988) Bandido
(1990)
Nacida para amar (en français Née pour aimer) est la chanson représentant l'Espagne au Concours Eurovision de la chanson 1989 à Lausanne en Suisse. Elle est interprétée par Nina.

## Eurovision
Televisión Española sélectionne elle-même le représentant de l'Espagne à l'Eurovision qui interprétrera une chanson écrite et composée par Juan Carlos Calderón. Avant l'annonce, certains médias croient comme représentants possibles le groupe Olé Olé, Amaya Saizar ou Loco Mía. Le vote interne annoncé le 30 mars est Nina, une chanteuse et actrice catalane qui avait déjà joué avec différents orchestres catalans, participé en tant qu'hôtesse du concours Un, dos, tres... responda otra vez, et est parrainée par Xavier Cugat.
Quelques semaines plus tard, Juan Carlos Calderón présente la chanson Nacida para amar, une ballade romantique.
La chanson est la seizième de la soirée, suivant J'ai volé la vie interprétée par Nathalie Pâque pour la France et précédant Apópse as vrethoúme interprétée par Yiannis Savvidakis & Fani Polymeri pour Chypre.
À la fin des votes, la chanson obtient 88 points venant de la moitié des jurys nationaux qui lui donnent souvent des notes élevées et finit à la sixième place sur vingt-deux participants.

### Points attribués à l'Espagne
| 12 points | 10 points                                 | 8 points                     | 7 points                 | 6 points |
| --------- | ----------------------------------------- | ---------------------------- | ------------------------ | -------- |
|           | - Allemagne - Grèce - Luxembourg - Suisse | - Finlande - France - Italie | - Belgique - Royaume-Uni |          |
| 5 points  | 4 points                                  | 3 points                     | 2 points                 | 1 point  |
|           | - Chypre - Norvège                        |                              | - Turquie                |          |